# بوبنهایم-روکسهایم
بوبنهایم-روکسهایم (به آلمانی: Bobenheim-Roxheim) یک شهر در آلمان است که در راین-پفلاتس-کرایس واقع شده‌است. بوبنهایم-روکسهایم ۱۰٬۰۱۲ نفر جمعیت دارد.

## خواهرخوانده
شهرهای شوینی-سن-سوور و Jeßnitz خواهرخوانده‌های بوبنهایم-روکسهایم هستند.